# Fertilizers Europe
Fertilizers Europe (Europejska Organizacja Producentów Nawozów, dawniej EFMA) – organizacja zrzeszająca największe europejskie przedsiębiorstwa produkujące nawozy.

## Działalność
Fertilizers Europe jest organizacją, reprezentującą największe przedsiębiorstwa w Europie, produkujące nawozy. Jej członkowie sprzedają blisko 81% całości nawozów azotowych i 55% całości nawozów fosforowych, wytwarzanych w Unii Europejskiej (liczonej wraz z Norwegią). Fertilizers Europe zajmuje się kwestiami, które dla branży nawozowej są szczególnie istotne oraz mają zasadniczy wpływ na sytuację poszczególnych przedsiębiorstw, działających na terenie Unii Europejskiej.
Organizacja dba o ochronę konkurencyjności na rynku, troszczy się o rentowność realizowanej produkcji, jak również działa na rzecz rozwoju potencjału produkcyjnego. Fertilizers Europe koncentruje również swoje działania na edukacji społeczeństwa w zakresie wykorzystywania nawozów w produkcji rolnej.

## Zadania
Fertlizers Europe zajmuje się promocją, ochroną i reprezentowaniem poszczególnych członków w ramach Unii Europejskiej. Jednym z celów działania organizacji jest edukacja i rozwiązywanie wszelkich problemów związanych z produkcją oraz stosowaniem nawozów, które mogą mieć wpływ na zdrowie mieszkańców Unii Europejskiej i środowisko naturalne. Fertilizers Europe zajmuje się dbaniem o interesy całego unijnego rynku nawozowego.
Organizacja odpowiada również za kontakt z innymi podmiotami i instytucjami międzynarodowymi.

## Struktura

### Walne zgromadzenie
Najwyższym organem władzy w Fertlizers Europe jest walne zgromadzenie. Zgromadzenie ogólne odbywa raz w roku i biorą w nim udział przedstawiciele wszystkich firm członkowskich i stowarzyszeń, wchodzących w skład organizacji. Walne zgromadzenie zatwierdza budżet i ustala strategię działań.

### Zarząd
Zarząd składa się z przedstawicieli wszystkich firm członkowskich i spotyka się dwa razy w roku. Zatwierdza plan pracy i nadzoruje pracę komitetu wykonawczego zarządu.

### Komitet wykonawczy zarządu
Komitet wykonawczy zarządu składa się ze specjalnie wyznaczonych przedstawicieli wysokiego szczebla, reprezentujących firmy członkowskie. Spotkania komitetu wykonawczego zarządu odbywają się trzy do czterech razy w roku.

### Komitety
W skład Fertilizers Europe wchodzą trzy komitety:
- Komitet Rolnictwa i Środowiska (A&E)
- Komitet Handlu i Polityki Gospodarczej (TEPC)
- Komitet Technologii, Środowiska i Bezpieczeństwa (TESC)

W czerwcu 2011 prezesem organizacji wybrany został Fraqncis Raatz z GPN, natomiast wiceprezesami zostali Tor Holba z Yara International oraz Paweł Jarczewski z Zakładów Azotowych „PUŁAWY” S.A.

## Przedsiębiorstwa członkowskie
- Achema,  Litwa
- Anwil S.A.,  Polska[4]
- Azomureaq,  Rumunia
- BASF,  Niemcy
- Borealist Agrolinz Melamine,  Austria
- Fertiberia S.A.,  Hiszpania
- GPN,  Francja
- GROWHOW UK Ltd.,  Irlandia
- Grupa Azoty S. A., , Polska
- Lovochemie A.S.,  Czechy
- Nitrogenmuvek ZRT.,  Węgry
- OCI AGRO,  Holandia
- Zakłady Azotowe „PUŁAWY” S.A.,  Polska[5]
- YARA International ASA,  Belgia
- Grupa Azoty ZAK S.A.,  Polska[6]

## Lokalizacja
Główna siedziba Fertilizers Europe znajduje się w Brukseli w Belgii.